# 北高鎮 (荔城區)
北高镇是中国福建省莆田市荔城区下辖的一个镇。

## 行政区划
北高镇共辖24个行政村：
坑园村、院后村、呈山村、北高村、东乡村、后积村、汀江村、汀峰村、江边村、高洋村、高峰村、栏山村、福岭村、渡岭村、吴城村、山前村、埕头村、埕前村、前亭村、冲沁村、东皋村、竹庄村、美澜村和岱峰村。